# Karangsari (Cipongkor)
Karangsari is een bestuurslaag in het regentschap Bandung Barat van de provincie West-Java, Indonesië. Karangsari telt 4067 inwoners (volkstelling 2010).